# Jean-Baptiste Le Roy

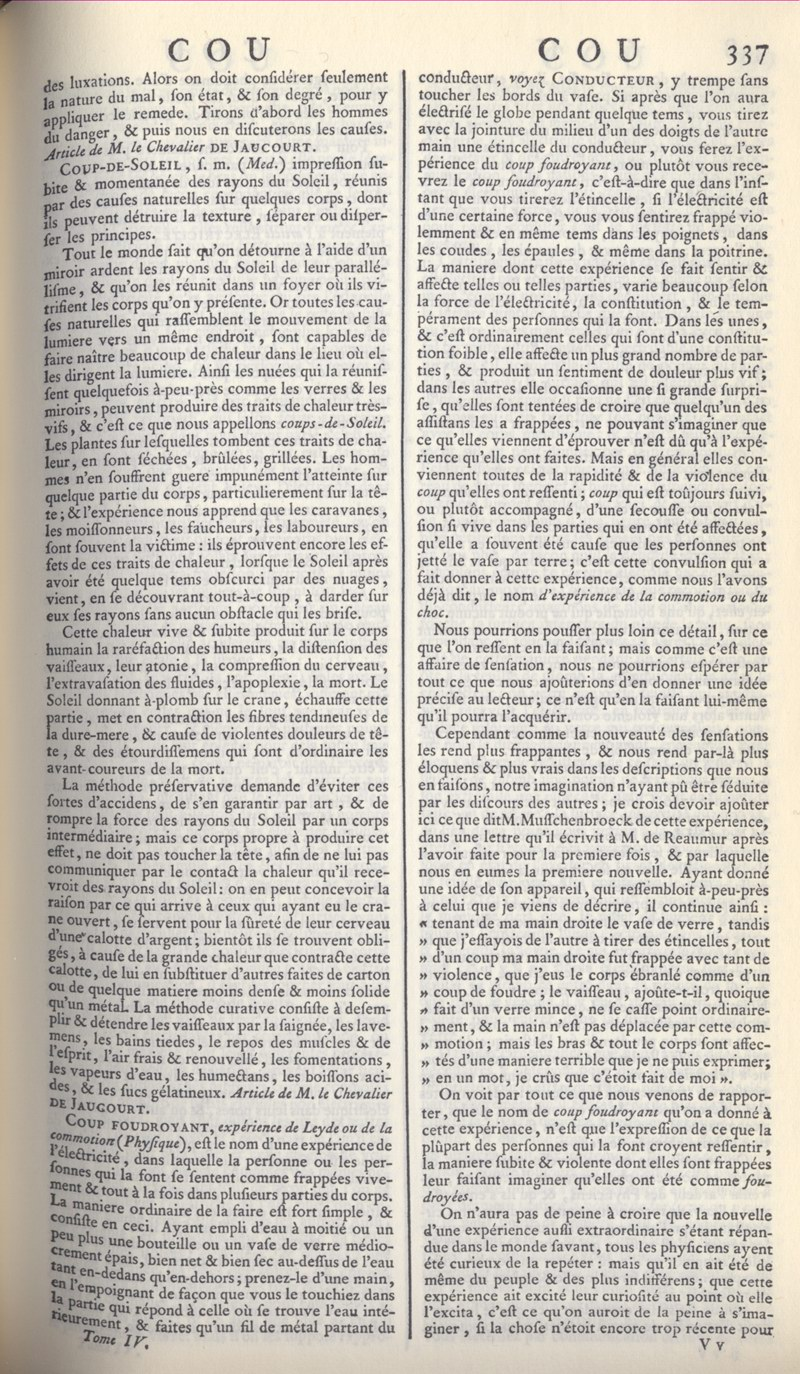
Erste Seite des von Le Roy geschriebenen Artikels „Coup foudroyant“ im vierten Band der Encyclopédie (1754).

Jean-Baptiste Le Roy (* 15. August 1720 in Paris; † 21. Januar 1800 in Paris) war ein französischer Wissenschaftler und einer der Hauptbeiträger zur Encyclopédie für den Bereich Technik.
Auf wissenschaftlichem Gebiet beschäftigte Le Roy sich mit einer Vielzahl von Themen; besondere Bedeutung haben seine Forschungen zur Elektrizität. Gemeinsam mit Patrick d’Arcy konstruierte er 1749 das erste Elektrometer, ein Gerät zum Nachweis elektrischer Ladungen und Spannungen. Darüber hinaus experimentierte er mit Blitzableitern und mit dem Einsatz von Elektrizität bei der Behandlung von Krankheiten.
Als Beiträger zur Encyclopédie schrieb er unter dem Autorenkürzel „T“ mehr als 130 Artikel, unter anderem zur Uhrmacherei, zur Schlosserei und zu mathematischen Instrumenten.
Von 1772 bis 1777 war Le Roy stellvertretender Direktor und von 1773 bis 1778 Direktor der Académie royale des sciences.

## Leben und Werk
Jean-Baptiste Le Roy wurde 1720 als einer von vier Söhnen Julien Le Roys in Paris geboren. Als Sohn eines königlichen Uhrmachers erhielt er eine ausgezeichnete Ausbildung. Sein Vater brachte ihm die Grundlagen der Mechanik bei und schickte ihn anschließend nach England, wo Jean-Baptiste Literatur studierte und von dem angesehenen Naturphilosophen und Wissenschaftler John Theophilus Desaguliers unterrichtet wurde.
Im Oktober 1747 wurde Le Roy als Autor für die Encyclopédie angeworben, drei Tage nachdem Diderot und d’Alembert die Herausgeberschaft übernahmen. Zu Le Roys Themenbereichen als Beiträger zur Encyclopédie gehörten unter anderem die Uhrmacherei, die Schlosserei und die Beschreibung mathematischer Instrumente. Unter dem Autorenkürzel „T“ trug er mehr als 130 Artikel bei, wobei Kafker feststellt, dass Beiträge wie „Coup foudroyant“, „Echappement“ und „Electromètre“ sich auf dem aktuellen Stand der damaligen Forschung – einschließlich Le Roys eigener – befanden. Die Beiträge zur Uhrmacherei in den ersten sieben Bänden der Encyclopédie stammen meistenteils von Le Roy und wurden von Bertrand Gille als „sehr gut gemacht“ bewertet. In späteren Bänden werden Le Roys Beiträge spärlicher, allerdings steuerte er den Artikel „Télescope“ auch noch bei, nachdem das Werk 1759 auf den Index Librorum Prohibitorum gesetzt worden war.
Als Wissenschaftler beschäftigte Le Roy sich mit so unterschiedlichen Themen wie der Straßenbeleuchtung, der Pockenimpfung, der Hygiene von Krankenhäusern, der Reinigung des Pariser Trinkwassers und hunderten anderer Projekte. Einige seiner Zeitgenossen wie etwa der schwedische Astronom und Mathematiker Anders Johan Lexell warfen ihm Dilettantismus vor. Zwischen 1778 und 1780 vertrat er gegen Louis Daubenton und einige andere Mitglieder der Académie royale des sciences Franz Anton Mesmers Lehre des Animalischen Magnetismus, gehörte dann aber 1784 zusammen mit Jean-Sylvain Bailly, Joseph-Ignace Guillotin, Benjamin Franklin, Antoine Laurent de Lavoisier und anderen zu einer Kommission, die Mesmers Theorien verwarf.
Besondere Bedeutung haben Le Roys Forschungen zur Elektrizität. Gemeinsam mit Patrick d’Arcy (1725–1779) konstruierte er 1749 das erste Elektrometer, ein Gerät zum Nachweis elektrischer Ladungen und Spannungen. In der Kontroverse, ob Elektrizität aus dem gleichzeitigen Zufluss („affluence“) und Ausfluss („effluence“) elektrischer Materie besteht, wie von Jean-Antoine Nollet behauptet, oder aus einem Strom, wie von Benjamin Franklin vertreten, unterstützte er Franklin. Darüber hinaus experimentierte er mit Blitzableitern und mit dem Einsatz von Elektrizität bei der Behandlung von Krankheiten. Jean Daujat bezeichnet Le Roy in seinem Werk Origines et formation de la théorie des phénomènes électiques et magnétiques aus dem Jahr 1945 als einen der „großen Namen der Elektrizität im 18. Jahrhundert“.
Mit Benjamin Franklin war Le Roy eng befreundet und stand über 40 Jahre lang mit ihm im Briefwechsel. Während Franklins Aufenthalt als Diplomat in Frankreich in den Jahren zwischen 1776 und 1785 spielten die beiden häufig Schach miteinander, aßen gemeinsam und sprachen über Elektrizität und andere wissenschaftliche Themen. Offenbar war Franklin auch Le Roys Frau, einer früheren Baronin von Messey, zugeneigt, die er „ma petite femme de poche“ nannte. Le Roy selber vernachlässigte seine Frau, hatte verschiedene Affären und trennte sich wenige Jahre vor Ausbruch der Französischen Revolution schließlich von ihr.
Die Revolution unterstützte Le Roy aktiv – vermutlich vor allem deshalb, weil sie so viele Möglichkeiten für praktische Reformen wie etwa die Standardisierung von Maßen und Gewichten bot. Im Jahr 1789 engagierte er sich politisch in seinem lokalen Pariser Distrikt, 1790 testete er im Auftrag der Regierung neue Waffen und zwischen 1791 und 1796 gehörte er zu den Mitgliedern des Bureau de consultation des arts et métiers, dem er zwischenzeitlich als Präsident vorstand. Während der Terrorherrschaft gehörte Le Roy dem Rüstungsausschuss an. Allerdings stand er nicht allen Entwicklungen der Revolution positiv gegenüber. Er beklagte das aus seiner Sicht vorschnelle Ende der Verfassung von 1791 und die Hinrichtung seines Kollegen Lavoisier, die er bis zuletzt zu verhindern versucht hatte.
Nach der Auflösung der königlichen Akademien im Jahr 1795 wurde Le Roy zum Mitglied des Institut de France, der Dachorganisation der neuen, nunmehr staatlichen Akademien, gewählt. Fünf Jahre später starb er in Paris.